# Tempestade tropical Kiko (2007)
A tempestade tropical Kiko foi o décimo quinto ciclone tropical e a décima primeira tempestade nomeada da temporada de furacões no Pacífico de 2007. Kiko desenvolveu-se lentamente. Tornou-se uma depressão tropical em 15 de outubro e atingiu o pico de intensidade em 20 de outubro, com ventos sustentados de 110 km/h. No princípio, Kiko moveu-se para nordeste, o que não é comum, ameaçando a costa pacífica do México, contudo, mudou sua direção e, conseqüentemente, a ameaça que ele representava para o México deixou de existir.

## História meteorológica

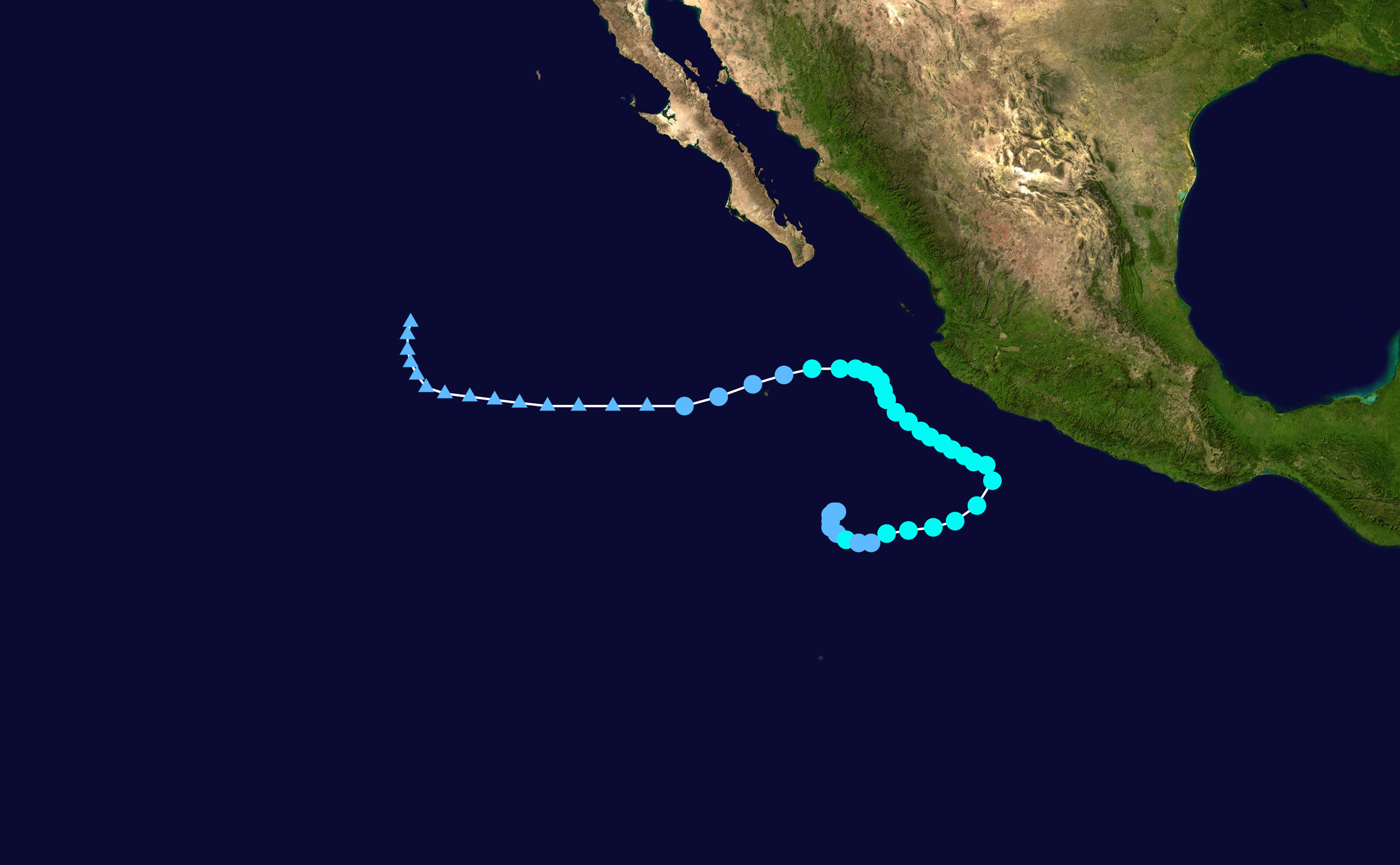
O caminho de Kiko

Kiko formou-se de uma onda tropical que deixou a costa ocidental da África em 26 de Setembro que inicialmente gerou a tempestade tropical Melissa sobre o Oceano Atlântico nordeste em 28 de Setembro. A porção meridional da onda continuou para oeste e alcançou a bacia do Oceano Pacífico nordeste por volta de 8 de outubro. Uma grande área de baixa pressão, acompanhada por tempestades e trovoadas formou-se ao longo do eixo da onda no começo da madrugada de 11 de outubro enquanto estava localizada a cerca de 445 km ao sul de Acapulco, México. Assim que o sistema deslocava-se lentamente para oeste-noroeste, continuou desorganizado por vários dias devido aos fortes ventos de altos níveis orientais. Os ventos de altos níveis diminuíram um pouco e a área de tempestades e trovoadas quase estacionária associada com a área de baixa pressão se organizou no final de 13 de outubro enquanto estava localizada a cerca de 645 km a sul-sudoeste de Manzanillo, México. A meia-noite de 15 de outubro, o sistema adquiriu organização suficiente para ser declarada como uma depressão tropical.
A depressão estava inicialmente ligada a uma grande área ciclônica de superfície com fracas correntes de médios níveis. Posteriormente, o sistema seguiu para o sul nas 30 horas seguintes. Apesar dos ventos de cisalhamento moderados, o ciclone tropical começou a produzir áreas de convecção profunda no começo da madrugada de 16 de outubro perto do centro da circulação ciclônica de superfície. O ciclone alcançou brevemente a força de uma tempestade tropical por volta do meio-dia de 16 de outubro, enquanto estava localizada a cerca de 695 km a sudoeste de Manzanillo.
Este episódio de fortalecimento foi de curta duração. Entretanto, seis horas depois, imagens de satélite no canal visível descreviam uma circulação de baixos níveis exposta com áreas de convecção localizadas a cerca de 140 km a sudoeste do centro do sistema. Conseqüentemente, Kiko se enfraqueceu para uma depressão tropical. O ciclone moveu-se para leste e depois para leste-nordeste devido ao aumento ligeiro das correntes de ar de baixo nível.
Kiko tornou-se novamente uma tempestade tropical por volta das 06:00 UTC de 17 de outubro, enquanto estava localizada a cerca de 620 km a sul-sudoeste de Manzanillo. Nos dois dias seguintes, Kiko deslocou-se para leste-nordeste como uma tempestade tropical mínima, em direção à costa sudoeste do México, devido ao ciclone estar ligada a correntes de ar vindas do sudoeste sobre a porção sul da zona de convergência intertropical. Por volta da meia-noite de 19 de outubro, Kiko mudou a sua direção de deslocamento para noroeste assim que uma crista formava-se sobre o México. Neste momento, Kiko estava localizado a cerca de 260 km ao sul de Manzanillo. As áreas de convecção associadas à tempestade estavam se organizando devido à diminuição dos ventos de cisalhamento. Durante os dois dias seguintes, Kiko gradualmente se fortaleceu devido aos fracos ventos de cisalhamento e também às águas quentes.
Kiko alcançou seu pico de intensidade por volta das 18:00 UTC de 20 de outubro, com ventos constantes de 110 km/h e uma pressão atmosférica mínima de 275 km a oeste-sudoeste de Manzanillo, México. Kiko manteve esta força por cerca de 12 horas assim que se movia para norte-nordeste dentro de uma pequena fenda numa crista subtropical. Pouco depois, Kiko começou a se enfraquecer devido ao refortalecimento dos ventos de cisalhamento de também por Kiko estar situado num ambiente com condições atmosféricas mais estáveis.. Por volta da meia-noite de 23 de outubro, Kiko se enfraqueceu para uma depressão tropical enquanto estava localizado a cerca de 395 km a oeste-sudoeste de Cabo Corrientes, México. Vindo a estar sob a influência de uma crista de médios níveis ao seu norte, Kiko produziu ocasionalmente novas áreas de convecção enquanto deslocava-se para oeste e oeste-sudoeste até se degenerar para uma área de baixa pressão remanescente por volta da meia-noite de 24 de outubro. Posteriormente, a área de baixa pressão remanescente de Kiko deslocou-se para oeste sob a influência de correntes de ar de baixos níveis. Então, a área de baixa pressão começou a de deslocar para o norte e dissipou-se em 27 de outubro.

## Preparativos e impactos

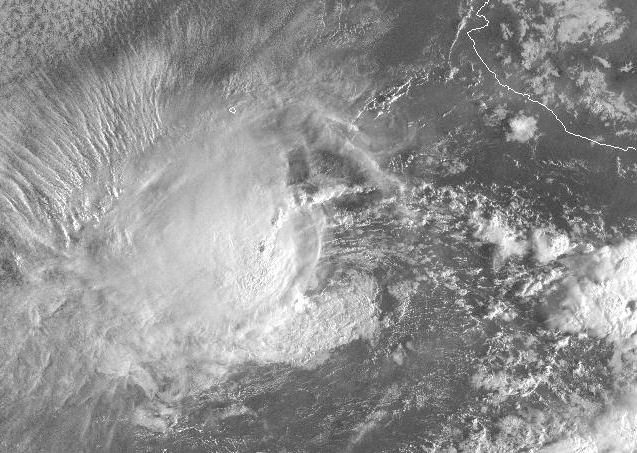
Kiko como depressão tropical a sudoeste da costa pacífica do México

Kiko, já como tempestade tropical, moveu-se paralelamente e muito próximo à costa pacífica mexicana. Devido a isto, o governo do México emitiu alguns alertas e avisos de tempestade tropical.

### México
Às 14:00 UTC de 18 de outubro, o Serviço Nacional de Meteorologia do México emitiu o primeiro alerta de Tempestade tropical, para a área costeira entre Zihuatanejo e La Fortuna, ambos no México.
Mais tarde, no mesmo dia, a secretaria de governo do México emitiu um "alerta amarelo" para os estados mexicanos de Michoacán e Colima, um "alerta verde" para os estados de Jalisco e Guerrero e "alerta azul" para Baja California Sur, Nayarit, para as Ilhas Revillagigedo e para Ilhas Marias.

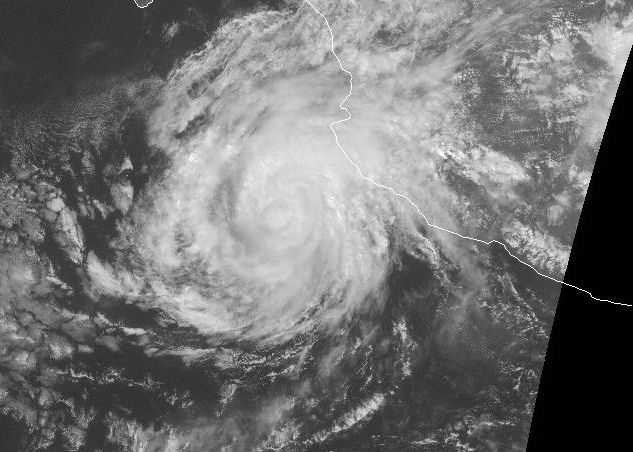
Kiko no seu pico de intensidade em 20 de outubro

Às 11:00 UTC de 19 de outubro, o Serviço Nacional de Meteorologia do México emitiu outro alerta de tempestade tropical, para as áreas costeiras entre Punta San Telmo e Cabo Corrientes, México

#### Michoacán
Em 18 de outubro, a Secretaria de Comunicações e Transportes da Capitania dos Portos mexicana estabelecida em Lázaro Cárdenas, ordenou a proibição da navegação para embarcações pequenas às 16:00 UTC, devido à ameaça da tempestade.
Neste mesmo dia, durante a tarde e a noite, registrou-se ondas de três a quatro metros. Com base nisto, a Capitania dos Portos mexicana decidiu também proibir as navegações para embarcações grandes, assim com a suspensão das manobras de carga e descarga de navios nos diferentes terminais no porto de Lázaro Cárdenas. A proibição foi justificada também pelas rajadas de ventos de 83 km/h que foram registradas a poucos quilômetros do porto.